# 1000-km-Rennen von Buenos Aires 1960

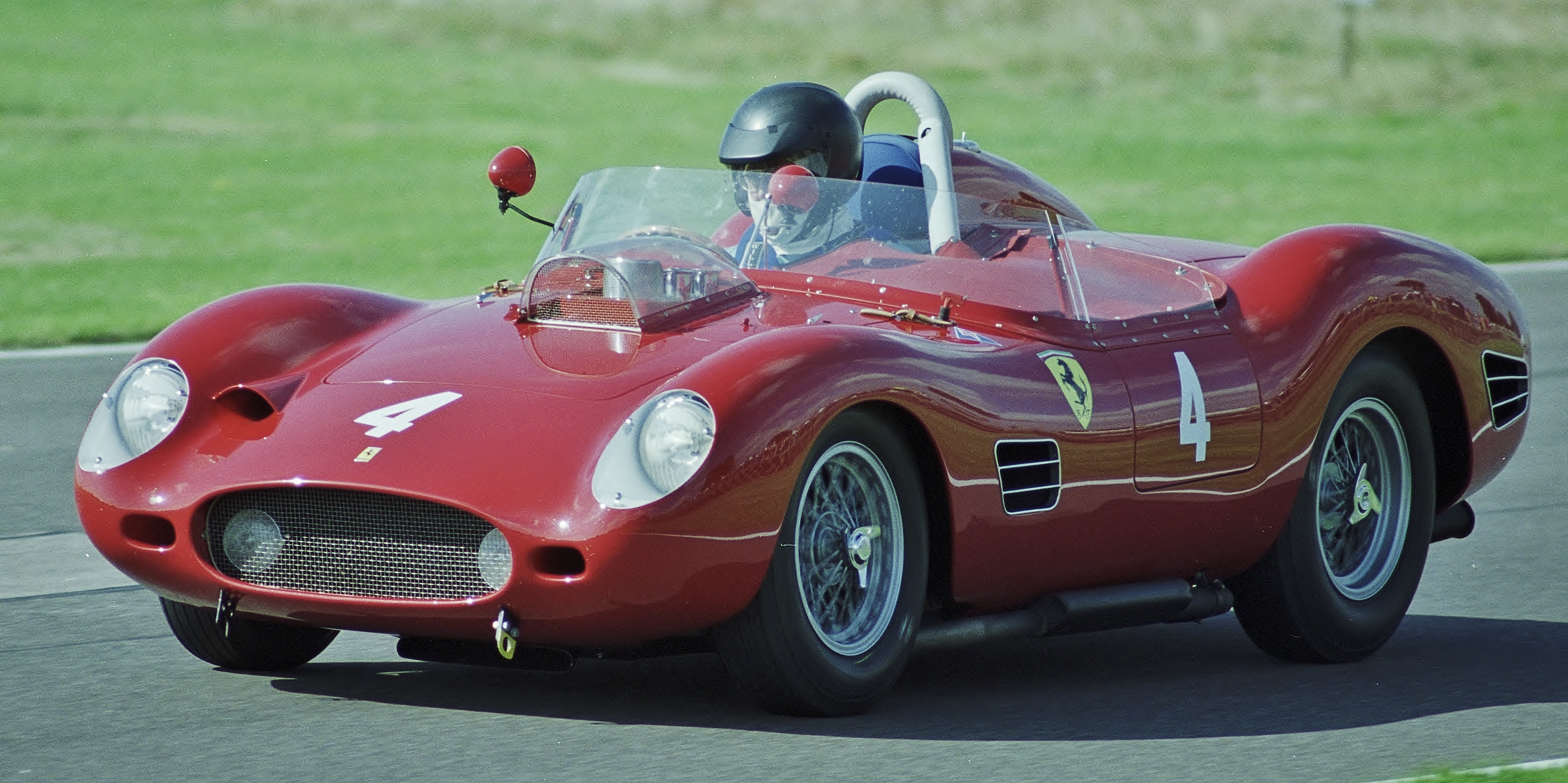
Ferrari 250TR59/60

Das sechste  1000-km-Rennen von Buenos Aires, auch 1000 km Buenos Aires, fand am 31. Januar 1960 auf dem Autódromo Municipal-Avenida Paz statt und war der erste Wertungslauf der Sportwagen-Weltmeisterschaft dieses Jahres.

## Das Rennen
Zum ersten Wertungslauf der Sportwagen-Weltmeisterschaft 1960 trafen sich die Werksteams von Ferrari und Porsche in Buenos Aires. Das Rennen endete nach mehr als sechs Stunden Renndauer mit einem Doppelsieg der 3-Liter-Ferrari vor dem schnellsten Porsche 718 RSK, der, gefahren von Joakim Bonnier und Graham Hill, im Ziel fünf Runden Rückstand auf die Sieger Phil Hill und Cliff Allison hatte.
Das Rennen wurde vom tödlichen Unfall Harry Blanchards überschattet. Der US-Amerikaner verunglückte bereits in der ersten Runde und starb, nachdem sich sein Porsche 718 RSK mehrmals überschlagen hatte, noch an der Unglücksstelle.

## Ergebnisse

### Schlussklassement
| 1               | S 3.0 | 4  | Scuderia Ferrari       | Cliff Allison Phil Hill                         | Ferrari 250TR59/60 Fantuzzi Spyder | 106 |
| 2               | S 3.0 | 2  | Scuderia Ferrari       | Wolfgang Graf Berghe von Trips Richie Ginther   | Ferrari 250TR59/60 Fantuzzi Spyder | 105 |
| 3               | S 1.6 | 30 | Porsche KG             | Graham Hill Joakim Bonnier                      | Porsche 718 RSK                    | 101 |
| 4               | S 3.0 | 14 |                        | Celso Lara Barberis Christian Heins             | Maserati 300S                      | 101 |
| 5               | S 1.6 | 42 |                        | Pedro von Döry Anton von Döry                   | Porsche 718 RSK                    | 100 |
| 6               | S 1.6 | 36 |                        | Christian Goethals Curt Delfosse                | Porsche 718 RSK                    | 100 |
| 7               | S 1.6 | 34 | Porsche KG             | Maurice Trintignant Hans Herrmann               | Porsche 718 RSK                    | 95  |
| 8               | S 1.6 | 44 |                        | Hugo Maestretti Alberto Gomez                   | Porsche 718 RSK                    | 94  |
| 9               | S 1.6 | 44 |                        | Bruno Gavazzoli Nino Todaro                     | Ferrari 250 GT Interim             | 92  |
| 10              | GT    | 56 | Porsche KG             | Fritz Huschke von Hanstein Heriberto Bohnen     | Porsche 356B Carrera               | 88  |
| 11              | GT    | 52 |                        | Ugo Tosa Silvano Turco                          | Ferrari 250 GT LWB                 | 83  |
| Ausgefallen     |       |    |                        |                                                 |                                    |     |
| 12              | S 3.0 | 8  |                        | Roberto Bonomi Luis Milán                       | Maserati 300S                      | 83  |
| 13              | S 3.0 | 20 | Camoradi International | Dan Gurney Masten Gregory                       | Maserati Tipo 61                   | 56  |
| 14              | S 1.6 | 32 | Porsche KG             | Olivier Gendebien Edgar Barth                   | Porsche 718 RSK                    | 53  |
| 15              | S 3.0 | 6  | Scuderia Ferrari       | Ludovico Scarfiotti José Froilán González       | Ferrari Dino 246S                  | 38  |
| 16              | S 3.0 | 10 |                        | Rodolfo de Alzaga Nestor Salerno                | Maserati 300S                      | 10  |
| 17              | S 3.0 | 24 |                        | Antonio Pucci Ernesto Dagnino                   | Maserati                           | 5   |
| 18              | S 3.0 | 18 |                        | Camilo Gay César Rivero                         | Lancia D24                         | 4   |
| 19              | GT    | 54 |                        | Carlo-Maria Abate Alberto Rodríguez Larreta     | Ferrari 250 GT LWB                 | 2   |
| 20              | S 3.0 | 16 |                        | Fernando Barreto Carlos Najurieta               | Maserati 300S                      | 1   |
| 21              | S 3.0 | 22 |                        | Enrique Sticoni Jesús Ricardo Iglesias          | Maserati 200SI                     | 1   |
| 22              | S 1.6 | 38 |                        | Heini Walter Juan Manuel Bordeu                 | Porsche 718 RSK                    | 1   |
| 23              | S 1.6 | 40 | Wolfgang Seidel        | Wolfgang Seidel Harry Blanchard                 | Porsche 718 RSK                    | 1   |
| Nicht gestartet |       |    |                        |                                                 |                                    |     |
| 24              | S 3.0 | 12 |                        | Carlos Guimarey Antonio Creus                   | Maserati 300S                      | 1   |
| 25              | S 3.0 | 26 |                        | Ettore Chimeri Julio Pola                       | Maserati 300S                      | 2   |
| 26              | S 3.0 | 28 |                        | Cesar Reyes Julio Guimarey                      | Maserati 300S                      | 3   |
| 27              | S 1.6 | 46 |                        | Gino Munaron Carlos Reyes Alberto Mapelli Mozzi | Osca 1500S                         | 4   |
| 28              | GT    | 48 | Scuderia Serenissima   | Carlo-Maria Abate Casimiro Toselli              | Ferrari 250 GT LWB                 | 5   |

1 nicht gestartet
2 nicht gestartet
3 nicht gestartet
4 nicht gestartet
5 nicht gestartet

### Nur in der Meldeliste
Zu diesem Rennen sind keine weiteren Meldungen bekannt.

### Klassensieger
| Klasse | Fahrer          | Fahrer        | Fahrzeug                           | Platzierung im Gesamtklassement |
| ------ | --------------- | ------------- | ---------------------------------- | ------------------------------- |
| S 3.0  | Phil Hill       | Cliff Allison | Ferrari 250TR59/60 Fantuzzi Spyder | Gesamtsieg                      |
| S 1.6  | Joakim Bonnier  | Graham Hill   | Porsche 718 RSK                    | Rang 3                          |
| GT     | Bruno Gavazzoli | Nino Todaro   | Ferrari 250 GT Interim             | Rang 9                          |

### Renndaten
- Gemeldet: 28
- Gestartet: 23
- Gewertet: 11
- Rennklassen: 3
- Zuschauer: 200000
- Wetter am Renntag: warm und trocken
- Streckenlänge: 9,476 km
- Fahrzeit des Siegerteams: 6:17:12,100 Stunden
- Gesamtrunden des Siegerteams: 106
- Gesamtdistanz des Siegerteams: 1004,490 km
- Siegerschnitt: 159,780 km/h
- Pole Position: Phil Hill – Ferrari 250TR59/60 Fantuzzi Spyder (#4) – 3:31,000
- Schnellste Rennrunde: Richie Ginther – Ferrari 250TR59/60 Fantuzzi Spyder (#4) – 3:22,400
- Rennserie: 1. Lauf zur Sportwagen-Weltmeisterschaft 1960